# Taraniwka
Taraniwka (ukrainisch Таранівка; russisch Тарановка/Taranowka) ist ein Dorf in der ukrainischen Oblast Charkiw mit etwa 5000 Einwohnern (2004).

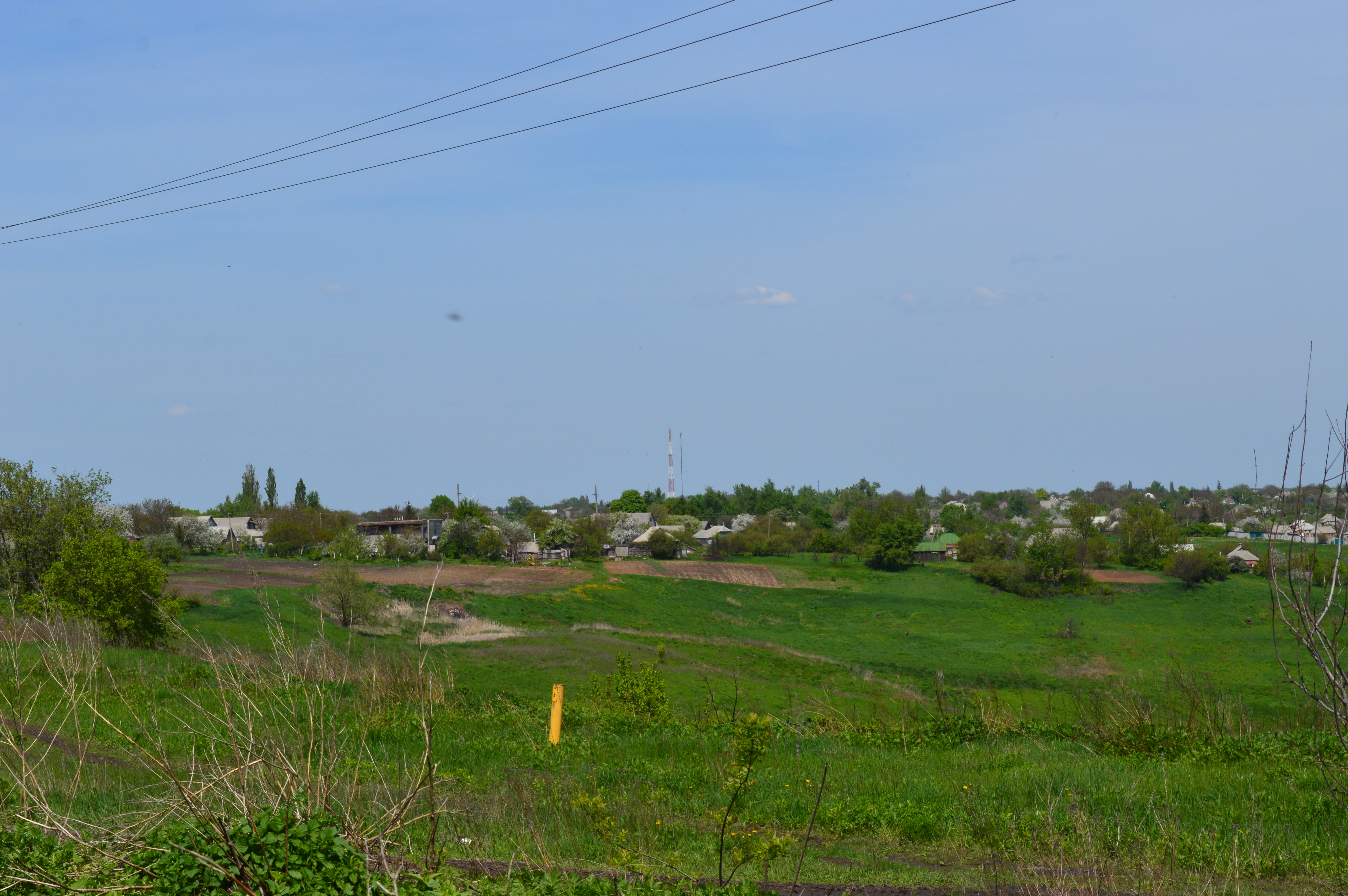
Blick auf das Dorf

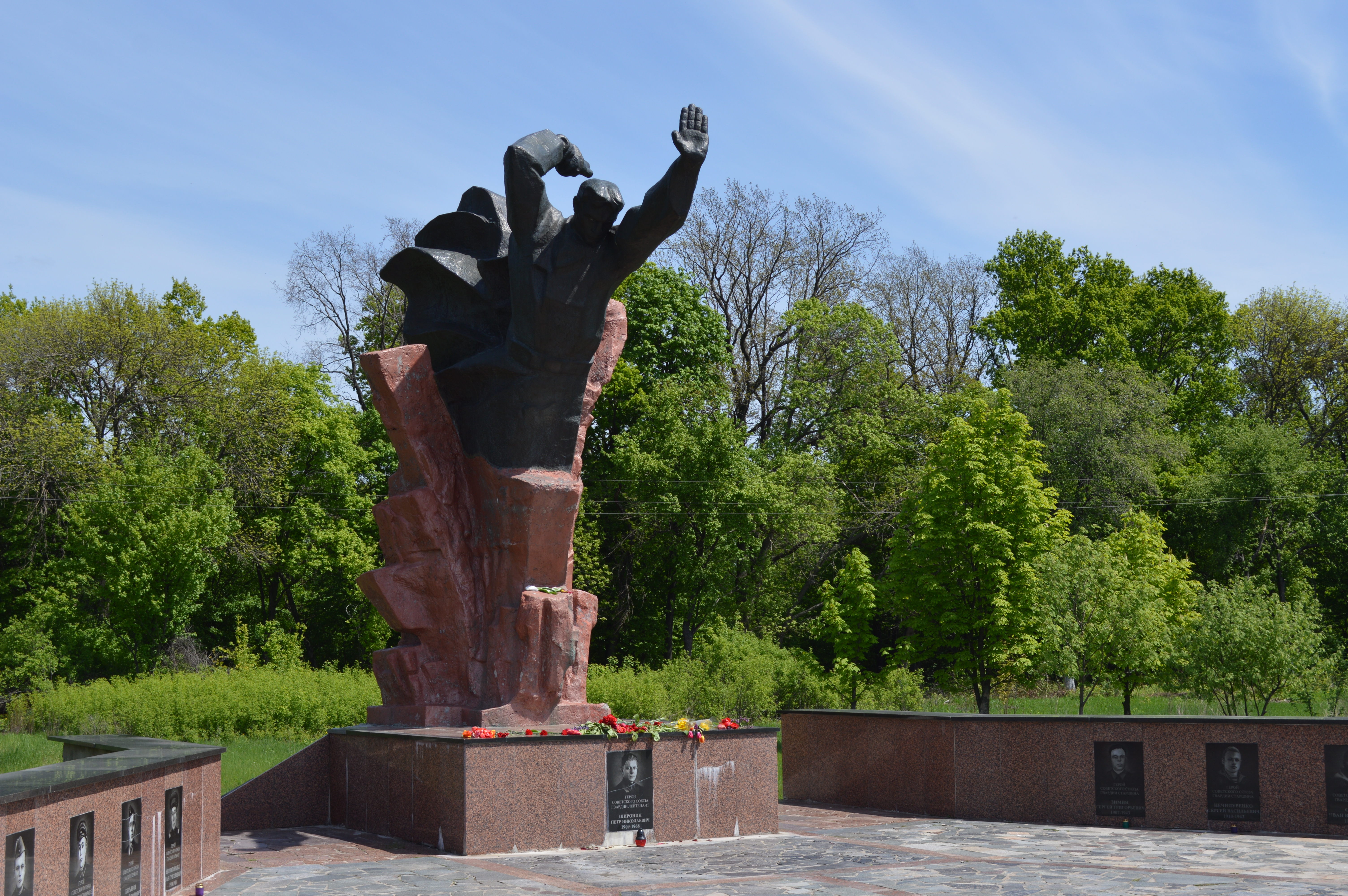
Denkmal an den Großen Vaterländischen Krieg

Das 1685 gegründete Dorf liegt an der Regionalstraße P–51. Das ehemalige Rajonzentrum Smijiw liegt 20 km nordöstlich und das Oblastzentrum Charkiw befindet sich 55 km nördlich von Taraniwka.
Nahe der Ortschaft liegt die Quelle der Berestowa, eines 99 km langen Nebenflusses des Oril.
Im März 1943 konnte Taraniwka in einem fünftägigen Angriff, obwohl die gesamte 6. Panzerdivision hierzu eingesetzt und durch Luftwaffe unterstützt wurde, nicht genommen werden. Am 5. März 1943 musste Hermann Hoth die Einstellung des verlustreichen Angriffes befehlen. Die Geschichte des Großen Vaterländischen Krieges der Sowjetunion würdigte die Verteidiger von Taranowka, besonders den Schützenzug des Leutnants Schironin, der einen strategisch wichtigen Bahnübergang besetzt hielt.
Am 12. Juni 2020 wurde das Dorf ein Teil der neugegründeten Stadtgemeinde Smijiw, bis dahin bildete es zusammen mit den Dörfern Bespaliwka (Безпалівка), Dudkiwka (Дудківка), Rosdolne (Роздольне), Schadaniwka (Жаданівка) und Wessele (Веселе) sowie der Ansiedlung Bespaliwka (Безпалівка) die gleichnamige Landratsgemeinde Taraniwka (Таранівська сільська рада/Taraniwska silska rada) im Südwesten des Rajons Smijiw.
Am 17. Juli 2020 wurde der Ort ein Teil des Rajons Tschuhujiw.